# Roger Martí
Roger Martí Salvador (ur. 3 stycznia 1991 w Torrent) – hiszpański piłkarz występujący na pozycji napastnika w Cádiz.